# Suarius pygmaeus
Suarius pygmaeus is een insect uit de familie van de gaasvliegen (Chrysopidae), die tot de orde netvleugeligen (Neuroptera) behoort. 
Suarius pygmaeus is voor het eerst wetenschappelijk beschreven door Navás in 1930. Het taxon geldt echter als een nomen dubium.